# John Lyttelton, 9.º Visconde Cobham

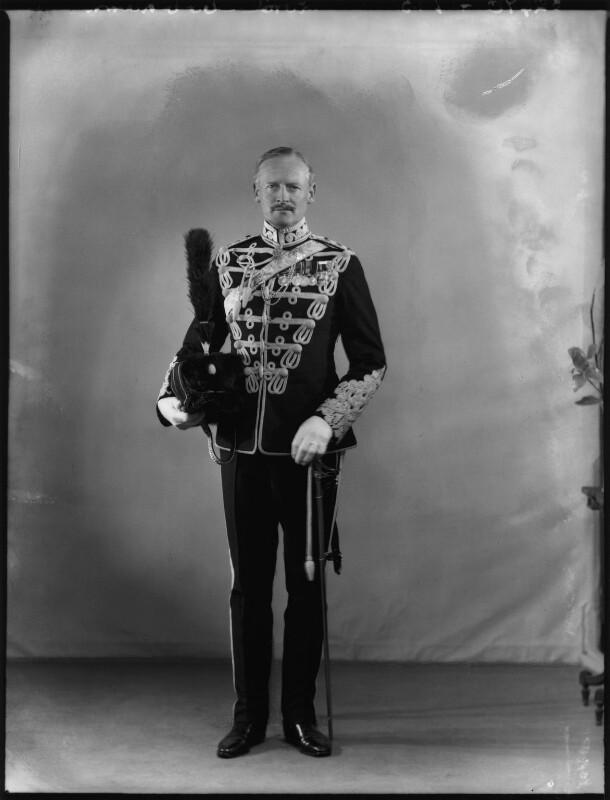
John Lyttelton em 1934.

John Cavendish Lyttelton, 9.º Visconde Cobham (23 de outubro de 1881 — 31 de julho de 1949) foi um nobre, soldado e político conservador britânico.

## Biografia
Cobham era o filho mais velho de Charles Lyttelton, 8.º Visconde Cobham, e de Hon. Mary Susan Caroline Cavendish. O político Alfred Lyttelton foi seu tio. Educado em Eton College, ele foi como seu tio um excelente jogador de críquete em sua juventude, representando o Clube de Críquete de Worcestershire. Na Segunda Guerra dos Bôeres, serviu no regimento Rifle Brigade. De 1905 até 1908, foi um assistente pessoal do Comissário Superior britânico na África do Sul.
Em janeiro de 1910, Lyttelton foi eleito à Câmara dos Comuns pelo distrito eleitoral de Droitwich, um cargo que deteve até 1916. Durante a Primeira Guerra Mundial, lutou em Galípoli, em Sinai e na Palestina, adquirindo o posto de tenente-coronel. Em 1922, John sucedeu seu pai como 9.° Visconde Cobham, entrando para a Câmara dos Lordes. 
Em 1939, foi apontado sub-secretário de Estado para Guerra no governo de Neville Chamberlain, uma posição que manteve até maio de 1940. Entre 1923 e 1949, serviu como lorde-tenente de Worcestershire.
Lord Cobham casou-se com Violet, filha de Charles Leonard, em 1908. Ele morreu em julho de 1949, aos sessenta e sete anos. Seu filho Charles, que mais tarde serviu como Governador Geral da Nova Zelândia, sucedeu-o. Lady Cobham morreu em 1966.